# Aragorn

Viggo Mortensen ca Aragorn în filmul Stăpânul inelelor regizat de Peter Jackson

Aragorn II este un personaj din poveștile fantastice create de J.R.R Tolkien. Mai este cunoscut sub numele de "Pas Mare"  și mai târziu ca "regele Elessar". 

## Apariții în literatură

### Istorie
Potrivit anexelor cărții "Întoarcerea regelui", Aragorn, numit astfel după strămoșul lui Aragorn I, s-a născut pe 1 martie 2931 în cel de-al Treilea Ev, fiind fiul lui Arathorn al II-lea și al soției lui Gilraen. Prin strămoșul lui Elendil ( cu care semăna destul de bine) Aragorn era un descendent al lui Elros Țar-Minyatur, fratele geamăn al lui Elrond și primul rege al Numenor-ului. Aragorn este descendentul ambilor fii ai lui Elendil, de la Isildur până la Arvedui, ultimul rege al Arthedain, și de la Anarion până la soția lui Arvendui Firiel. 
Când Aragorn avea doar doi ani, tatăl lui a fost ucis în timp ce urmărea niște Orci. Aragorn a fost apoi găzduit la Valceaua Despicata de către Elrond. La cererea mamei sale, descendenta lui a fost ținută secretă, deoarece ei îi era teamă că el să nu fie ucis precum tatăl și bunicul lui dacă adevărata identitate a lui ca descendent al lui Elendil și moștenitor al lui Isildur va fi cunoscută. Numele lui Aragorn a fost schimbat în Estel (speranța în Sindarin) și nu i s-a spus despre moștenirea lui decât când a împlinit 20 de ani, în 2951. 
Elrond i-a dezvăluit lui Aragorn adevăratul lui nume și descendența lui, și i-a dat cioburile sabiei lui Elendil, Narsil, și de asemenea Inelul lui Barahir. El a reținut însă Sceptrul lui Annuminas până când Aragorn va avea dreptul să îl posede.  De asemenea, în această perioadă, Aragorn o întâlnește și se îndrăgostește de Arwen, fiica lui Elrond care avea 2700 de ani și care de-abia se întorsese din patria mamei ei, Lorien.  
Ulterior, Aragorn și-a asumat rolul de cea de-a 16-a căpetenie a Dunedain, și a mers în sălbăticie, trăind cu cei rămași dintre oamenii lui, a căror regat fusese distrus în timpul războaielor civile și regionale din secolele trecute. 
Aragorn l-a întâlnit pe Gandalf cel Sur în 2956 și au devenit prieteni apropiați. La cererea lui Gandalf, el și adepții lui au început să păzească un mic ținut denumit Comitatul, locuit de Hobbiți, și a devenit cunoscut de oameni ca și "Pas Mare". 
Din 2957 până în 2980, Aragorn s-a angajat în mari expediții, servind în armata Regelui Thengel din Rohan ( tatăl regelui Theoden) și a Majordomului Ecthelion al II-lea din Gondor (tatăl lui Denethor). Multe dintre sarcinile sale au ajutat la ridicarea moralului în Miazazi și au contracarat amenințarea tot mai mare a lui Sauron și a aliaților săi, și a dobândit o experiență neprețuită pe care o va folosi mai târziu în Războiul Inelului.  
Aragorn a servit stăpânilor lui fiind deghizat iar numele său în Gondor și Rohan în vremea aceea era Thorongil (Vulturul Stelei). Cu un mic escadron de nave din Gondor, el a condus un asalt asupra provinciei rebele Umbar în 2980, arzând multe dintre navele corsarilor și ucigându-l personal pe conducătorul lor în timpul Bătăliei de la Havens. După victoria de la Umbar, "Thorongil" a părăsit lupta, spre consternarea oamenilor lui, și a plecat spre Est.  
Mai târziu în 2980, el a vizitat Lorien, și s-a întâlnit încă o data cu Arwen. I-a dăruit obiectul de familie al Casei lui, Inelul lui Barahir, și, pe dealul Cerin Amroth, Arwen i-a promis mâna ei, renunțând la moștenirea ei de elf și acceptând Darul Oamenilor: devenea muritoare.  
Elrond i-a reținut lui Aragorn permisiunea să se căsătorească cu fiica sa, până în momentul în care fiul său adoptiv va fi rege în regatele reunite Gondor și Arnor. Elrond știa, că și Aragorn, că dacă fiica sa se va căsători cu un muritor aceasta va deveni și ea muritoare, acest lucur indepartandu-l pe nemuritorul Elrond de fiica sa cât va există lumea. Elrond era de asemenea îngrijorat pentru fericirea lui Arwen, fiindu-i teamă că la final ea va considera perspectivă morții (atât a ei cât și a celui iubit) mult prea grea de suportat. 
Înainte de evenimentele din Stăpânul Inelelor, Aragorn a călătorit la minele gnomilor din Moria, și la Harad , unde (conform propriilor lui cuvinte) "stelele sunt ciudate". Tolkien nu specifică momentul în care au loc aceste călătorii.  
În 3009, Gandalf a devenit suspicios în privința inelului deținut de hobbitul Bilbo Baggins, care mai târziu s-a descoperit că era Inelul, instrumentul puterii diabolice a Lordului Întunericului Sauron. În jurul acestui moment Gandalf îl roagă pe Aragorn să urmărească o creatură numită Gollum ,care deținuse înainte inelul. Această vânătoare l-a condus de-a lungul întregii regiuni Rhovanion , și în final la- capturat pe Gollum în Smarcurile Mortilor la nord de Mordor. Apoi Aragorn l-a adus drept captiv în regatul regelui Thranduil în Codrul Intunecat, unde Gandalf l-a interogat.

### Stăpânul Inelelor
În Frăția Inelului, Aragorn s-a alăturat lui Frodo Baggins, moștenitorul adoptat al lui Bilbo, și celor trei prieteni ai săi la hanul "Poneiul în două picioare" din Bree. Cei patru plecaseră din Comitat pentru a duce Inelul la Rivendell. Aragorn, denumit "Pas Mare", avea 87 de ani în acea perioadă, adică era în floarea vieții unui descendent regal Numeorian. Cu ajutorul lui Aragorn, hobiții scapă de Nazgulii care îi urmăreau și ajung la Rivendell. Acolo Aragorn a fost ales ca membru în Frăția Inelului care trebuia să îl însoțească pe Frodo, care avea misiunea de a distruge Inelul în flăcările Muntelui Osândei.  
Frăția îi mai includea pe Gandalf, hobiții Pippin și Merry împreună cu grădinarul credincios al lui Frodo, Samwise Gamgee, elful Legolas, gnomul Gimli, și Boromir din Gondor. Înainte ca aceștia să plece, elfii fierari au reunit cioburile lui Narsil într-o sabie, proiectând pe lama acesteia șapte stele (pentru Elendil) și o semilună (pentru Isildur). Aragorn a luat această sabie și a redenumit-o Andruil ( însemnând "flacără de vest" în limba Sindarin), și se spunea că strălucea cu lumina Soarelui și a Lunii. 
Aragorn a însoțit grupul în încercarea lor de a trece prin trecătoarea Caradhras, și apoi prin minele din Moria. După ce Gandalf a pierdut acolo bătălia cu Balrog, Aragorn i-a condus la Lothlórien și apoi în josul râului Anduin până la cascadele Rauros. Inițial el a plănuit să meargă la Gondor și să ceară ajutorul poporului său în război, dar după pierderea lui Gandalf a devenit din ce în ce mai îngrijorat în ceea ce privește responsabilitatea lui față de Frodo și de misiune. Frodo, oricum, a decis să își continue singur călătoria ( fiind acompaniat acum doar de Sam). Aici Boromir a fost ucis de către Orci în timp ce îi proteja pe Merry și Pippin, care au fost apoi capturați.  
După destrămarea Frăției, Legolas și Gimli l-au însoțit pe Aragorn în urmărirea Uruk-hai care îi rapiseră pe cei doi hobbiți. 
În Cele Două Turnuri, Aragorn, Legolas, și Gimli ( care se autodenumeau la acea vreme Cei Trei Vânători) îl întâlnesc pe Eomer, care recent auzise zvonuri despre un raid de Orci în zonă. De la Eomer, Aragorn află că Orcii care i-au răpit pe Merry și Pippin au fost uciși și că niciun hobbit nu a fost găsit printre rămășițe. Indiciile l-au condus pe Aragorn la concluzia că hobiții s-ar putea să fie încă în viață, determinandu-l să conducă grupul în Pădurea Fangorn. Ei nu îi găsesc pe hobbiți dar îl întâlnesc pe înviatul Gandalf cel Alb (pe care l-au confundat inițial cu Saruman), trimis înapoi să își îndeplinească îndatoririle pe Pământul de Mijloc.  
Gandalf le-a spus că hobbiții erau în grijă Entilor din Fangorn. Împreună, cei patru au călătorit spre Edoras, unde Gandalf l-a eliberat pe Theoden de vrăjile lui Saruman și l-a ajutat să îi ridice pe Rohirrimi împotriva lui Saruman. 
Aragorn, Legolas și Gimli i-au ajutat pe cei din Rohan în Bătălia de la Cetatea Cornului, în care în mod concludent au învins armată lui Sauron. Pentru a distrage atenția lui Sauron de la Frodo, care se apropia de Mordor, Aragorn a folosit o piatră magică (palantir) pentru a se dezvălui ca moștenitor al lui Isildur lui Sauron.